# Wanzhou Wuqiao Airport
Wanzhou Wuqiao Airport (kinesiska: 万州五桥机场, Wànzhōu Wǔqiáo Jīchǎng) är en flygplats i Kina. Den ligger i storstadsområdet Chongqing, i den sydvästra delen av landet, omkring 230 kilometer nordost om det centrala stadsdistriktet Yuzhong.
Runt Wanzhou Wuqiao Airport är det tätbefolkat, med 493 invånare per kvadratkilometer. Flygplatsen ligger strax väster om den centrala delen av Wanzhou. Runt Wanzhou Wuqiao Airport är det i huvudsak tätbebyggt.
Genomsnittlig årsnederbörd är 1 679 millimeter. Den regnigaste månaden är september, med i genomsnitt 291 mm nederbörd, och den torraste är februari, med 26 mm nederbörd.